# Бутџек (Калифорнија)
Бутџек (енгл. Bootjack) насељено је место без административног статуса у америчкој савезној држави Калифорнија.

## Демографија
По попису из 2010. године број становника је 960, што је 628 (-39,5%) становника мање него 2000. године.
| Група             | 2000.         | 2010.       |
| Белци             | 1.421 (89,5%) | 777 (80,9%) |
| Афроамериканци    | 5 (0,3%)      | 2 (0,2%)    |
| Азијати           | 2 (0,1%)      | 11 (1,1%)   |
| Хиспаноамериканци | 71 (4,5%)     | 76 (7,9%)   |
| Укупно            | 1.588         | 960         |